# Fabula palliata

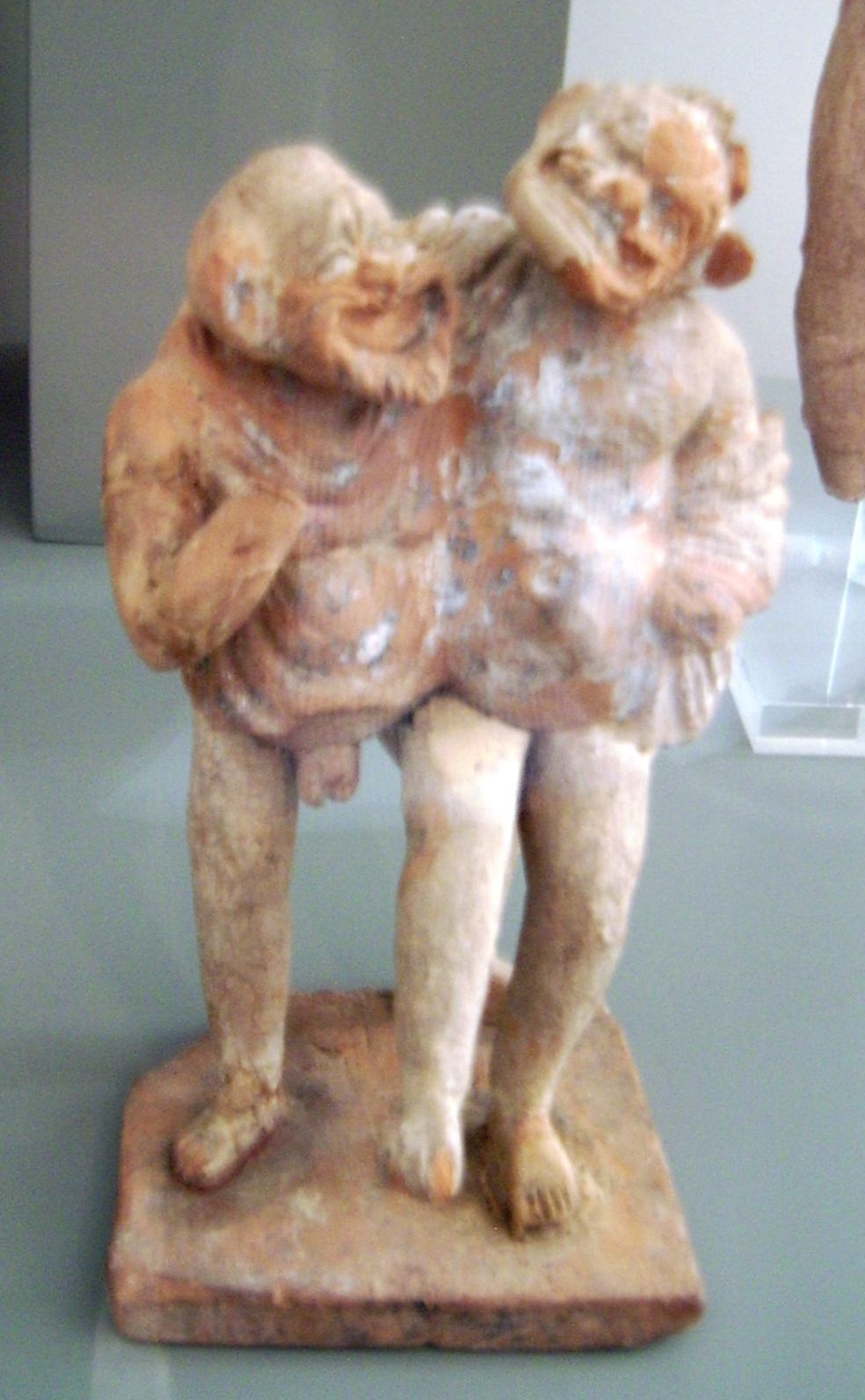
Figurka terakotowa przedstawiająca dwóch aktorów w maskach komediowych i w pallium

Fabula palliata (także palliata, od łac. pallium – grecki rodzaj płaszcza) – rzymska odmiana komedii, powstała z tłumaczeń i parafraz greckiej komedii nowej, reprezentowana głównie przez utwory Plauta i Terencjusza.
Łacińskie utwory z tego gatunku zachowywały zazwyczaj postacie bohaterów i zarys fabuły greckiego pierwowzoru, ale charakteryzowały się dostosowaniem świata przedstawionego do realiów Rzymu. W warstwie językowej rzymscy dramaturdzy stosowali gry słów typowe dla łaciny w miejsce figur właściwych grece. W niektórych przypadkach jedna sztuka rzymska oparta była na wątkach z dwóch dramatów greckich. 
Przedstawicielami fabula palliata obok Plauta i Terencjusza byli Cecyliusz Stacjusz i Sekstus Turpiliusz. Za twórcę gatunku uważa się żyjącego w II wieku p.n.e. Gnejusza Newiusza.